# Звездица (област Варна)
 За другото българско село вижте Звездица (Област Търговище).  
Звездица е село в Североизточна България. То се намира в община Варна, област Варна.

## География
Звездица се намира на около 10 км от Варна, на Моминото плато. Транспортна връзка с града е автобусна линия № 36, като интервалът на автобусните курсове е 60 минути. Невероятна природа заобикаля жителите на Звездица. Надморско равнище: 100 – 199 m. Тихо и спокойно място за целогодишно живеене с чисти въздух, на 5 минути от центъра на Варна по живописен път: 2 км около езерото и 2 км гора. Има църква, детска градина, магазини и заведения, кабелна телевизия, кабелен интернет и градски телефони. От 2008 г. е кметство с решение на Общинския съвет

## История
Край селото, близо до Варненското езеро, са открити останки от късноантична църква.
Старото име на селото е Кьоклюджа. В буквален превод от турски означава „изкоренено място“ или „място на изкоренена гора“. Според предание около средата на 19 век в местността издигнали бивак няколко черкезки и татарски семейства. Местността им харесала и те започнали да градят примитивни къщи. Първите заселници се занимавали предимно с дърводобив и скотовъдство. Около 1890 г. в селото се преселили голяма група градинари от Еленско. Второто голямо заселване на Звездица е между 1903 – 1913 г. Тогава идват много бежанци от Лозенградско. След десетина години братята Димо, Никола и Дончо Цонкови създават селското читалище. Любопитно е, че още в ония години имало читалищен театър. Със събраните от спектаклите средства са купували предимно книги. През 1961 г. се асфалтира пътят от Варна до Звездица. Тогава се пускат и първите градски автобуси. Това не само улеснило хората, но и спомогнало за развитието на селото. И днес варненци наричат района край брега ловен парк „Звездица“. Това е заради името на селото. В миналото там са организирани многолюдни пролетни и есенни събори.
Местен духовен храм „Свети Иван Рилски" е построен през 1924 г.
През 1937 г. Министерството на благоустройството одобрява благоустройствения правилник на селото.

## Население
Численост на населението според преброяванията през годините:
| \| Година на преброяване \| Численост \| \| --------------------- \| --------- \| \| 1934 \| 581 \| \| 1946 \| 598 \| \| 1956 \| 505 \| \| 1965 \| 495 \| \| 1975 \| 522 \| \| 1985 \| 614 \| \| 1992 \| 714 \| \| 2001 \| 960 \| \| 2011 \| 1188 \| \| 2021 \| 1302 \| |           |
| Година на преброяване | Численост |
| 1934 | 581       |
| 1946 | 598       |
| 1956 | 505       |
| 1965 | 495       |
| 1975 | 522       |
| 1985 | 614       |
| 1992 | 714       |
| 2001 | 960       |
| 2011 | 1188      |
| 2021 | 1302      |

### Етнически състав

#### Преброяване на населението през 2011 г.
Численост и дял на етническите групи според преброяването на населението през 2011 г.:
|                     | Численост | Дял (в %) |
| Общо                | 1188      | 100.00    |
| Българи             | 993       | 83.58     |
| Турци               | ?         | ?         |
| Цигани              | –         | –         |
| Други               | ?         | ?         |
| Не се самоопределят | ?         | ?         |
| Неотговорили        | 180       | 15.15     |

## Политика
Кметове на село Звездица през годините:
| Година на проведени избори | Избран за кмет                | Кандидат на политическа партия или инициативен комитет                                                    |
| 2003                       | Йордан Янев Панайотов         | Българска социалистическа партия                                                                          |
| 2007                       | Мара Стаматова Спирова        | Инициативен комитет                                                                                       |
| 2011                       | Мара Стаматова Спирова        | ИК за кмет на кметство Звездица–Мара Стаматова Спирова                                                    |
| 2015                       | Николай Стефанов Йорданов     | ГЕРБ |
| 2019                       | Станислава Христова Георгиева | Местна коалиция ПП „Земеделски народен съюз“ /ПП „Движение Гергьовден“, ПП „Съюз на свободните демократи“ |
| 2023                       | Станислава Христова Георгиева | ГЕРБ |